# Fly-Up
Fly-Up es el primer álbum sencillo en japonés del grupo femenino surcoreano Kep1er. Fue lanzado por Ariola Japan y Wake One entertainment el 7 de septiembre de 2022. El álbum en su edición regular contiene cuatro canciones, incluido el sencillo principal titulado «Wing Wing».

## Antecedentes y lanzamiento
El 20 de julio de 2022, Wake One Entertainment anunció que Kep1er lanzaría su primer sencillo japonés titulado Fly-Up el 7 de septiembre, marcando así su debut en la industria musical de Japón. El 31 de julio se anunció que la canción principal, «Wing Wing», se lanzaría adicionalmente el 3 de agosto. El vídeo teaser musical de «Wing Wing» se lanzó el mismo día.

## Promoción
El mismo día del anuncio del lanzamiento del sencillo, también se anunció que Kep1er realizaría una presentación en vivo para celebrar su debut en Japón. El showcase se llevó a cabo el 10 y 11 de septiembre luego del lanzamiento del sencillo. Kep1er también interpretó la canción principal «Wing Wing» en el programa de televisión japonés Count Down TV y en Venue101 el 3 y 5 de septiembre respectivamente.

## Rendimiento comercial
Fly-Up debutó en el número 2 en la lista de sencillos de Oricon en la edición de la lista del 5 al 11 de septiembre de 2022, con 68 316 copias vendidas. El sencillo vendió más de 100 000 copias.

## Lista de canciones
| CD / Descarga digital (Edición regular) |                               | |                              |                   |          |  |
| N.º                                     | Título                        | Letras | Música                       | Arreglos          | Duración |  |
| 1.                                      | «Wing Wing»                   | B.O, KZ | B.O, KZ, Meisobo, Nthonius   | Meisobo, Nthonius | 3:15     |  |
| 2.                                      | «Up!» (japanese version)      | Glory Face (Full8loom), Jinli (Full8loom)                                                                   | Glory Face, Jinli            | Glory Face, Harry | 3:12     |  |
| 3.                                      | «Wa Da Da» (japanese version) | BuildingOwner (PrismFilter), Elum (PrismFilter), Shannon, Danke, Hwang Yu-bin, Odal Park, Lee Seu-ran, Kako | BuildingOwner, Elum, Shannon | BuildingOwner     | 3:04     |  |
| 4.                                      | «Wing Wing» (instrumental)    | | B.O, KZ, Meisobo, Nthonius   | Meisobo, Nthonius | 3:15     |  |
| 12:46                                   |                               | |                              |                   |          |  |

| CD / Descarga digital (Edición limitada A y B) |                               | |                              |                                                |          |  |
| N.º                                            | Título                        | Letras | Música                       | Arreglos                                       | Duración |  |
| 1.                                             | «Wing Wing»                   | B.O, KZ | B.O, KZ, Meisobo, Nthonius   | Meisobo, Nthonius                              | 3:15     |  |
| 2.                                             | «Daisy»                       | Aaron Kim, Ashe Ahn, Ejae, Ghostchild LTD, Isaac Han, Nicole Kole Cohen                                     | Ejae, Ryo Ito, Tsingtao      | Aaron Kim, Ashe Ahn, Ghostchild LTD, Isaac Han | 2:56     |  |
| 3.                                             | «Up!» (japanese version)      | Glory Face (Full8loom), Jinli (Full8loom)                                                                   | Glory Face, Jinli            | Glory Face, Harry                              | 3:12     |  |
| 4.                                             | «Wa Da Da» (japanese version) | BuildingOwner (PrismFilter), Elum (PrismFilter), Shannon, Danke, Hwang Yu-bin, Odal Park, Lee Seu-ran, Kako | BuildingOwner, Elum, Shannon | BuildingOwner                                  | 3:04     |  |
| 12:27                                          |                               | |                              |                                                |          |  |

| CD / Descarga digital (Edición Kep1ian) |                               | |                              |                           |          |  |
| N.º                                     | Título                        | Letras | Música                       | Arreglos                  | Duración |  |
| 1.                                      | «Wing Wing»                   | B.O, KZ | B.O, KZ, Meisobo, Nthonius   | Meisobo, Nthonius         | 3:15     |  |
| 2.                                      | «Up!» (japanese version)      | Glory Face (Full8loom), Jinli (Full8loom)                                                                   | Glory Face, Jinli            | Glory Face, Harry         | 3:12     |  |
| 3.                                      | «Wa Da Da» (japanese version) | BuildingOwner (PrismFilter), Elum (PrismFilter), Shannon, Danke, Hwang Yu-bin, Odal Park, Lee Seu-ran, Kako | BuildingOwner, Elum, Shannon | BuildingOwner             | 3:04     |  |
| 4.                                      | «O.O.O»                       | Jeong Ho-hyun (E.one), Hwang Hyun (MonoTree), Girls Planet 999                                              | Jeong Ho-hyun, Hwang Hyun    | Jeong Ho-hyun, Hwang Hyun | 4:07     |  |
| 13:38                                   |                               | |                              |                           |          |  |

| DVD (Edición limitada A) |                                                       |          |  |
| N.º                      | Título                                                | Duración |  |
| 1.                       | «Wing Wing» (music video)                             | 3:23     |  |
| 2.                       | «Wing Wing» (making of jacket shooting & music video) | 25:13    |  |
| 40:53                    |                                                       |          |  |

## Posicionamiento en listas
| Lista (2022)                        | Mejor posición |
| ----------------------------------- | -------------- |
| Japón (Oricon Single Chart)         | 2              |
| Japón (Billboard Japan Top Singles) | 2              |

| Lista (2022)                | Mejor posición |
| --------------------------- | -------------- |
| Japón (Oricon Single Chart) | 6              |

## Certificaciones
| País                                               | Organismo certificador | Certificación | Ventas certificadas | Ref.   |
| Ventas                                             | Ventas                 | Ventas        | Ventas              | Ventas |
| -------------------------------------------------- | ---------------------- | ------------- | ------------------- | ------ |
| Japón                                              | RIAJ                   | Oro           | 100 000*            | [ 8 ]  |
| *Cifras de ventas basadas solo en certificaciones. |                        |               |                     |        |

## Historial de lanzamiento
| País  | Fecha                   | Formato                         | Sello                                |
| ----- | ----------------------- | ------------------------------- | ------------------------------------ |
| Japón | 7 de septiembre de 2022 | CD, descarga digital, streaming | Ariola Japan, Wake One Entertainment |